# Акуловская степь
Акуловская степь — урочище, участок Засызранской степи, находящийся в юго-восточной части Николаевского района Ульяновской области. В силу флористического богатства участка и наличия уникального для региона сочетания песчаных и меловых степей на территории урочища планируется создание памятника природы регионального значения.

## Географическое положение
Урочище «Акуловская степь» представляет собой сохранившийся участок Засызранских степей. Находится в юго-восточной части Николаевского района на расстоянии 1-1,5 км к северо-западу от села Калиновка на западном склоне водораздела Ардовати на её правом берегу. Склон довольно пологий, но местами, с приближением к реке, имеются и крутые участки.
Участок, как и вся юго-восточная часть Николаевского района, представляет собой среднее плато Приволжской возвышенности. Максимальная высота составляет 208 метров над уровнем моря.
Участок, вероятно, был сформирован в миоцене, поэтому отложения палеогена в основном разрушены денудацией. В основном в предпочвенном слое встречаются верхнемеловые отложения из карбонатных пород, а местами и чистый мел. Как следствие, среди почв преобладают карбонатные чернозёмы, а также перегнойно-карбонатные, часто щебневатые почвы. Встречаются и просто меловые обнажения.

## Исследования
Впервые Акуловская степь попала в поле зрения учёных в июле 1949 года, когда участком длиной 4 км и шириной в 2 км заинтересовался профессор В. В. Благовещенский. В 1963 году им была организована экспедиция по изучению этого урочища. Благовещенский сделал геоботаническое описание участка, выделив растительные сообщества и указав редкие виды растений. В дальнейшем территория изучалась ульяновскими ботаниками Ю. А. Пчелкиным, А. В. Масленниковым, Л. В. Масленниковой. Многие годы ботанические исследования проводил Н. С. Раков, под чьим руководством в июне 2007 году территория исследовалась экспедицией Института экологии Волжского бассейна РАН.
Для охраны комплекса редких видов животных и растений и уникального сочетания песчаных и меловых степей на территории урочища планируется создание особо охраняемой природной территории комплексного типа. Под будущий памятник природы предполагается отвести 1251 га, что несколько больше первоначально описанного Благовещенским участка. В ходе подготовки к созданию памятника природы в 2012 году сотрудниками Ульяновского педагогического университета и научно-исследовательского центра «Поволжье» было проведено комплексное экологическое обследование урочища. В ходе его обследования были собраны данные не только о флоре, но и о фауне. ООПТ планировалось создать ещё в 2013 году, но на начало 2016 года статус памятника природы урочищу не присвоен.
На территории урочища также проводился ряд исследований арахнофауны.

## Флора
Акуловская степь является ландшафтным комплексом степных, меловых и частично лесных биоценозов. В 1986 году первооткрыватель участка В. В. Благовещенский так описывал Акуловскую степь: «Эта местность интересна тем, что здесь довольно хорошо и на значительной площади сохранились коренные тырсово-типчаковые и тырсовые степи, имеются также относительно мало нарушенные каменистые степи на меловых субстратах и меловые обнажения со многими редкими видами растений. Здесь встречаются остатки древних меловых сосняков. Всё это делает Акуловскую степь ценным ботаническим объектом, который должен быть сохранён».
Флора Акуловской степи по местным меркам весьма богата: по данным ботанической экспедиции 2007 года, а также по ранее собранным материалам, всего на участке насчитывается 410 видов растений, относящихся к 65 семействам, то есть практически каждый четвёртый вид, встречающийся в Ульяновской области. Среди них имеются 56 видов из Красной книги Ульяновской области, 12 из которых также внесены в Красную книгу РСФСР. Акуловская степь — классическое местонахождение льнянки волжской (Linaria volgensis). Она известна только на территории от села Калиновка до села Варваровка Николаевского района Ульяновской области. Также Акуловская степь место произрастания многих других редких, реликтовых и эндемичных видов.
85 семейств растений относятся к 4 классам, с преобладанием отдела покрытосеменных — 62 семейства, к отделам хвощевых, сосудистых споровых и хвойных относятся по 1 семейству растений. Ведущими семействами среди покрытосеменных являются астровые (74 вида) и злаки (43), на третьем месте семейство бобовые (39), — это показывает ксерофитный характер природных условий Акуловской степи. Всего же десять ведущих семейств охватывают около 70 % представленной флоры, что говорит о некоторой бедности флоры, также указывая на ксерофитный характер флоры урочища.
В родовом представлении флора Акуловской степи насчитывает 242 разных рода растений. Преобладает род астрагал (10 видов), за ним следует род полынь (7 видов).
Спектр жизненных форм Акуловской степи схож с таковым для лесов умеренно холодной зоны. Травы (87,46 %) заметно более многочисленны, чем древесные формы, среди которых лидируют деревья (3,4 %) и кустарники (3,9 %). Среди трав по числу видов лидируют многолетники (68,44 %), на втором месте двулетники (10,49 %), на третьем однолетники (8,53 %). Среди многочисленных многолетников первое место по числу видов занимают стержнекорневые, что отражает ксерофитность территории. На втором длиннокорневищные многолетники, на третьем короткокорневищные, — такое сочетание предположительно связано с антропогенной нагрузкой на урочище.
Исследования 2012 года показали несколько иной видовой состав растительности участка: всего 372 вида сосудистых растений, из которых 12 занесённых в Красную книгу РФ, и ещё 44 в Красную книгу Ульяновской области.

### Редкие и охраняемые растения Акуловской степи

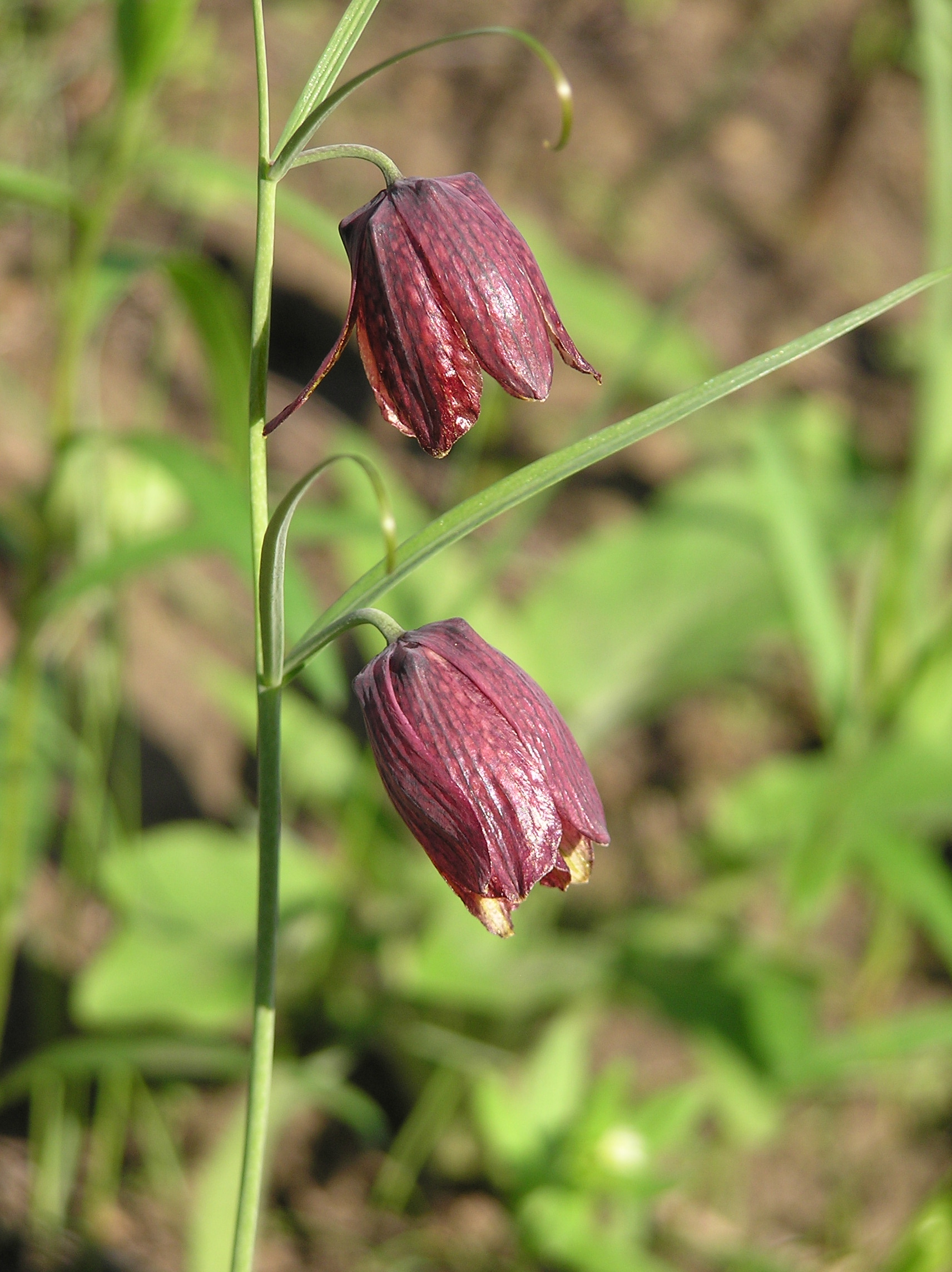
Рябчик русский

На территории Акуловской степи встречаются внесённые в Красную Книгу России:
- Астрагал Цингера (Astragalus zingeri). Средневолжский эндемик, редок, произрастает в каменистых степях и на меловых обнажениях[23].
- Ирис карликовый (Iris pumila). Редко произрастает на участках каменистой степи[24].
- Ковыль опушеннолистный (Stipa dasyphylla). Встречается в степи, редок, единичные представители[25].
- Ковыль перистый (Stipa pennata). Часто встречается на степном участке[25].
- Копеечник Гмелина (Hedysarum gmelinii). Редко встречается в каменистых степях и на меловых обнажениях. Северо-западная граница ареала[23].
- Копеечник крупноцветковый (Hedysarum grandiflorum). Нередко встречается на меловых обнажениях и в каменистой степи[23].
- Левкой душистый (Matthiola fragrans). Довольно редко встречается на меловых обнажениях. Северная граница ареала[26].
- Рябчик русский (Fritillaria ruthenica). Редко встречается в степи[24].
- Сосна меловая (Pinus sylvestris var. cretacea) — Реликт третичного периода. Встречается нередко в каменистых и песчано-каменистых степях, на меловых обнажениях[27].
- Тонконог жестколистный (Koeleria sclerophylla). Волго-Уральский эндемик. Довольно редко встречается на меловых обнажениях[25].
- Тимьян Дубянского (Thymus dubjanskii). Нередко встречается на меловых обнажениях. В Красной книге России и Красной книге Ульяновской области указан под названием Thymus cimicinus Blum. ex Ledeb[28].
- Шаровница точечная (Globularia punctata). Редок, произрастает в каменистых степях и на меловых обнажениях[29].

Из растений, внесённых только в Красную книгу Ульяновской области встречаются:

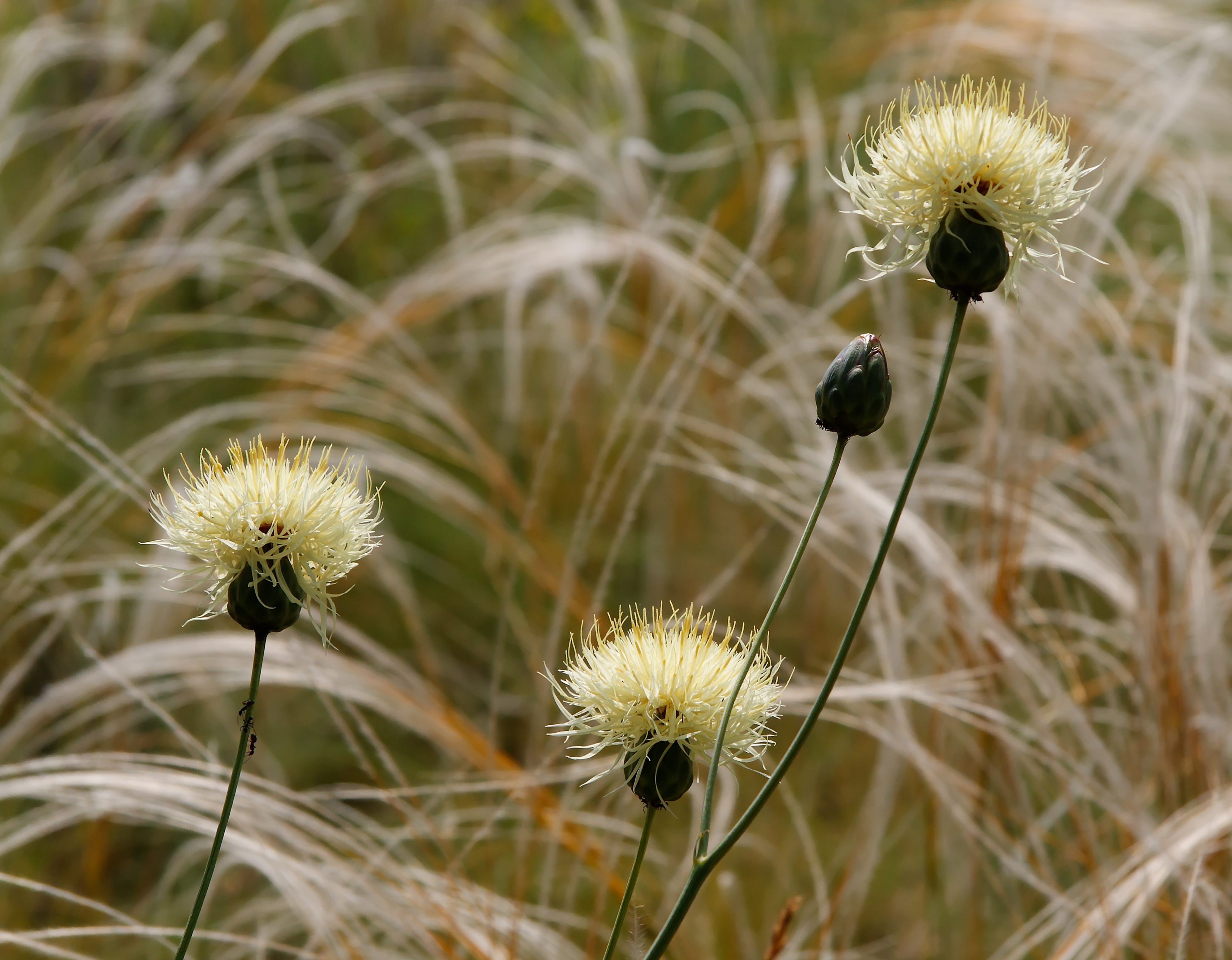
Василёк русский

- Адонис весенний (Adonis vernalis) Нередко, встречается в степи[30].
- Астрагал бороздчатый (Astragalus sulcatus). Редко, встречается на степных участках[23].
- Астрагал рогоплодный (Astragalus cornutus). Северная граница ареала, редко, произрастает в каменистой степи[23].
- Астрагал Хеннинга (Astragalus henningii) — волго-донской эндемик. Довольно редко, растёт на каменистых степных участках и на меловых обнажениях[23].
- Бурачок голоножковый (Alyssum gymnopodium). Редко, встречается в каменистой степи, на меловых обнажениях[31].
- Бурачок ленский (Alyssum lenense). Редко, встречается в каменистой степи, на меловых обнажениях[31].
- Бурачок извилистый (Alyssum tortuosum). Редко, встречается в каменистой степи, на меловых обнажениях[31].
- Валериана русская (Valeriana rossica). Довольно редко, произрастает на степных участках[32].
- Василёк русский (Centaurea ruthenica). Произрастает в каменистой степи, довольно редок[33].
- Гвоздика волжская (Dianthus volgicus) — средневолжский эндемик, нередка, произрастает на участках песчано-каменистых степей[34].
- Заразиха синеватая (Orobanche coerulescens). Встречается в степи. Редко[35].
- Заразиха высокая (Orobanche elatior). Встречается в степи. Редко[35].
- Заразиха уральская (Orobanche uralensis). Встречается в степи. Редко[35].
- Змеёвка растопыренная (Cleistogenes squarrosa). Северо-западная граница ареала, произрастает на участках песчано-каменистой степи. Нередко, местами доминирует[36].
- Зопник колючий (Phlomis pungens). Северная граница ареала, редко, встречается в каменистой степи[28].
- Истод сибирский (Polygala sibirica). Довольно редко, произрастает на участках каменистой степи[35].

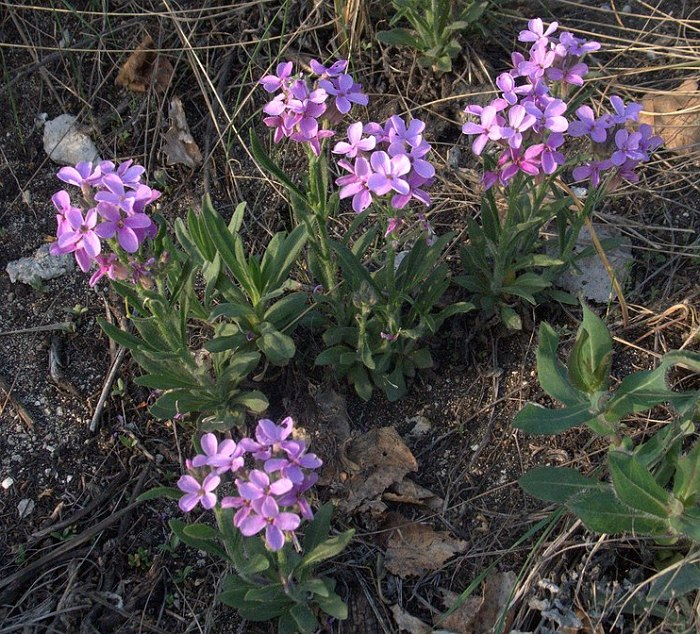
Клаусия солнцелюбивая

- Катран татарский (Crambe tataria). Редко, произрастает в каменистой степи и на меловых обнажениях[31].
- Клаусия солнцелюбивая (Clausia aprica). Северо-западная граница ареала, редко встречается в каменистой степи и на меловых обнажениях[31].
- Ковыль Коржинского (Stipa korshinskyi) — поволжско-казахстанский эндемик, произрастает в каменистых степях, редок[37].
- Козелец австрийский (Scorzonera austriaca). Редко встречается на участках каменистой степи[38].
- Козелец мечелистный (Scorzonera ensifolia). Довольно редок, произрастает в песчано-каменистых степях[38].
- Козлобородник меловой (Tragopogon cretaceus)[39].
- Лён жёлтый (Linum flavum). Редко, растёт в сети[28].
- Лён многолетний (Linum perenne). Нередко, произрастает в каменистой степи и на меловых обнажениях[28].
- Лён украинский (Linum ucranicum). Нередко, произрастает в каменистой степи и на меловых обнажениях[28].
- Лук обманывающий (Allium decipiens). Редок, встречается на участках каменистых степей[27].
- Льнянка волжская (Linaria volgensis) — узколокальный эндемик Среднего Поволжья. В песчано-каменистой степи встречается изредка, небольшими группами. Акуловская степь — классическое местонахождение вида, из которого он был описан в 1993 году. Также встречается только в соседнем урочище у села Варваровка[40].

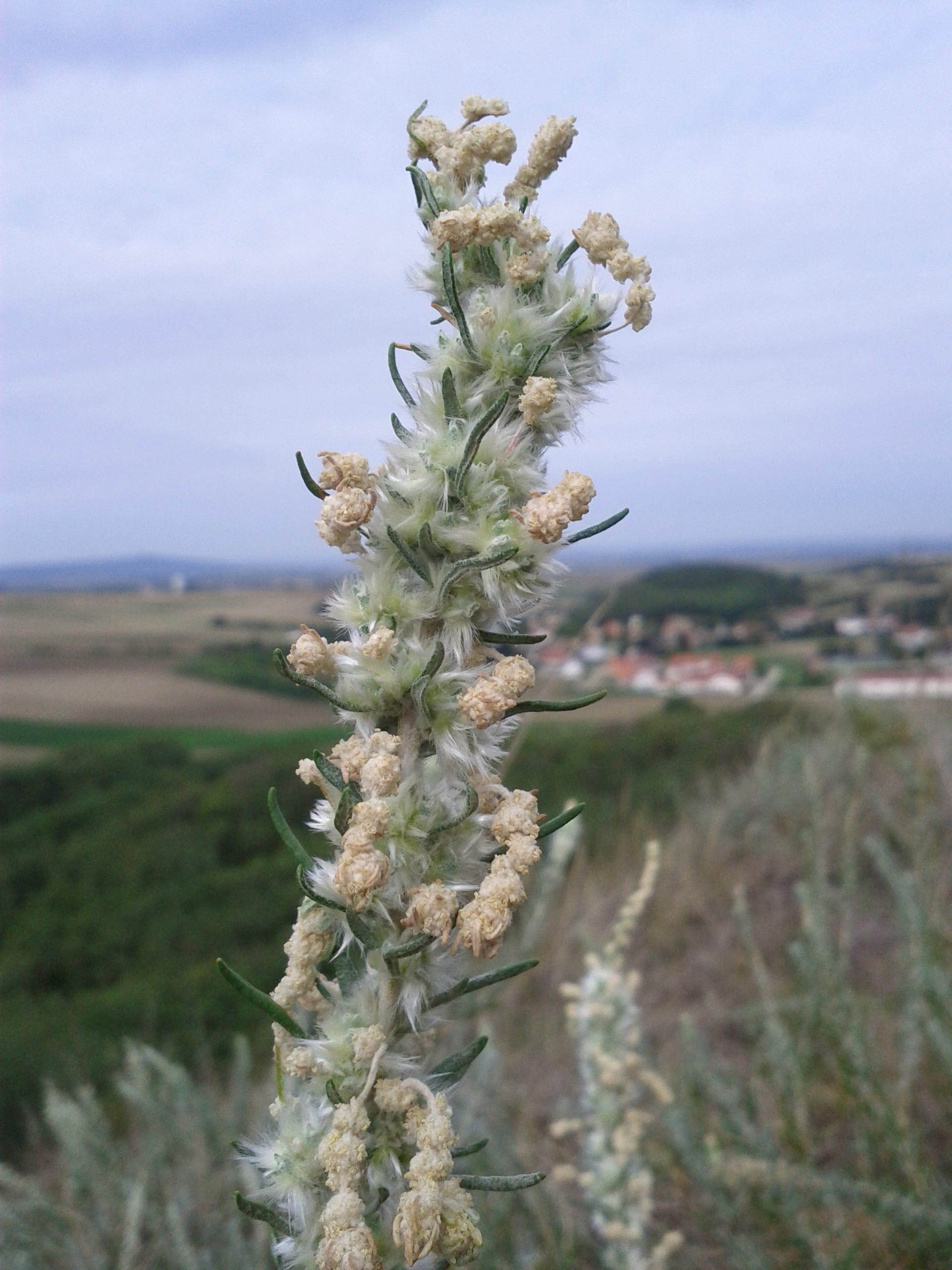
Терескен серый

- Молочай волжский (Euphorbia volgensis) — средневолжский эндемик. Нередко. Встречается в каменистой степи, на меловых обнажениях[23].
- Овсец пустынный (Helictotrichon desertorum). Редок, растёт в каменистой степи[36].
- Осока стоповидная. Довольно редка, произрастает в каменистой степи и на меловых обнажениях[24].
- Остролодочник Ипполита (Oxytropis hippoliti). Редко, произрастает в каменистой степи[41].
- Пижма Киттари (Tanacetum kittarianum). Западная граница ареала, редко встречается в каменистой степи и на меловых обнажениях[42].
- Пижма жестколистная (Tanacetum sclerophyllum). Северная граница ареала, редко встречается в каменистой степи и на меловых обнажениях[42].
- Пижма уральская (Tanacetum uralense). Западная граница ареала, редко встречается в каменистой степи и на меловых обнажениях[42].
- Полынь армянская (Artemisia armeniaca). Редка, единичные представители на участках каменистых степей[33].
- Полынь широколистная (Artemisia latifolia). Редко встречается на степных участках[33].
- Прутняк простёртый (Kochia prostrata). Северная граница ареала, редко встречается в каменистой степи и на меловых обнажениях[43].
- Серпуха Гмелина (Serratula gmelinii). Произрастает на участках каменистых степей, редко[38].
- Серпуха донская (Serratula tanaitica). Произрастает на участках каменистых степей, редко[38].
- Терескен серый (Krascheninnikovia ceratoides). Северная граница ареала кустарничка. Редок, встречается в каменистой степи и на меловых обнажениях[43].
- Шалфей поникающий (Salvia nutans). Редко, встречается в степи[28].
- Углостебельник высокий (Goniolimon elatum). Редко, растёт в каменистой степи[28].
- Ясменник шероховатый (Asperula exasperata). Довольно редко, произрастает в каменистой степи, на меловых обнажениях[44].
- Ясменник скальный (Asperula petraea). Редко, произрастает в каменистой степи, на меловых обнажениях[44].

## Фауна

### Птицы
В Акуловской степи насчитывается 82 вида птиц. Из-за небольшой площади участка в основном это широкораспространённые виды. К редким видам относятся:

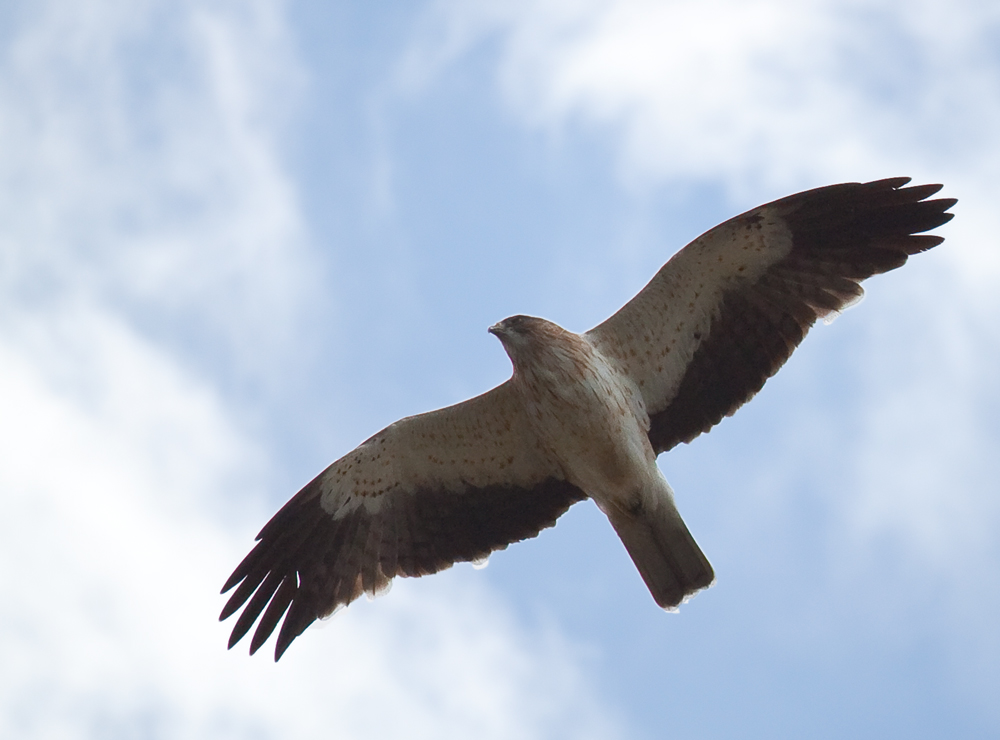
Орёл-карлик

- большая выпь — на пруду реки Ардовать наблюдалось гнездование одной пары;
- огарь — на пруду реки Ардовать, около Куроедовского мелового карьера, наблюдалось гнездование одной пары;
- орёл-карлик — предположительно гнездование одной пары;
- орёл-могильник — гнездование одной пары на старовозрастных соснах на степных склонах реки Ардовать;
- коростель — наблюдалось единичное гнездование в пойменных участках реки;
- степная тиркушка — встречались лишь залётные представители;
- филин — предположительно гнездование одной пары в Куроедовском меловом карьере;
- полевой конёк — гнездование 2-4 пар (степные склоны, Куроедовский меловой карьер).

### Млекопитающие

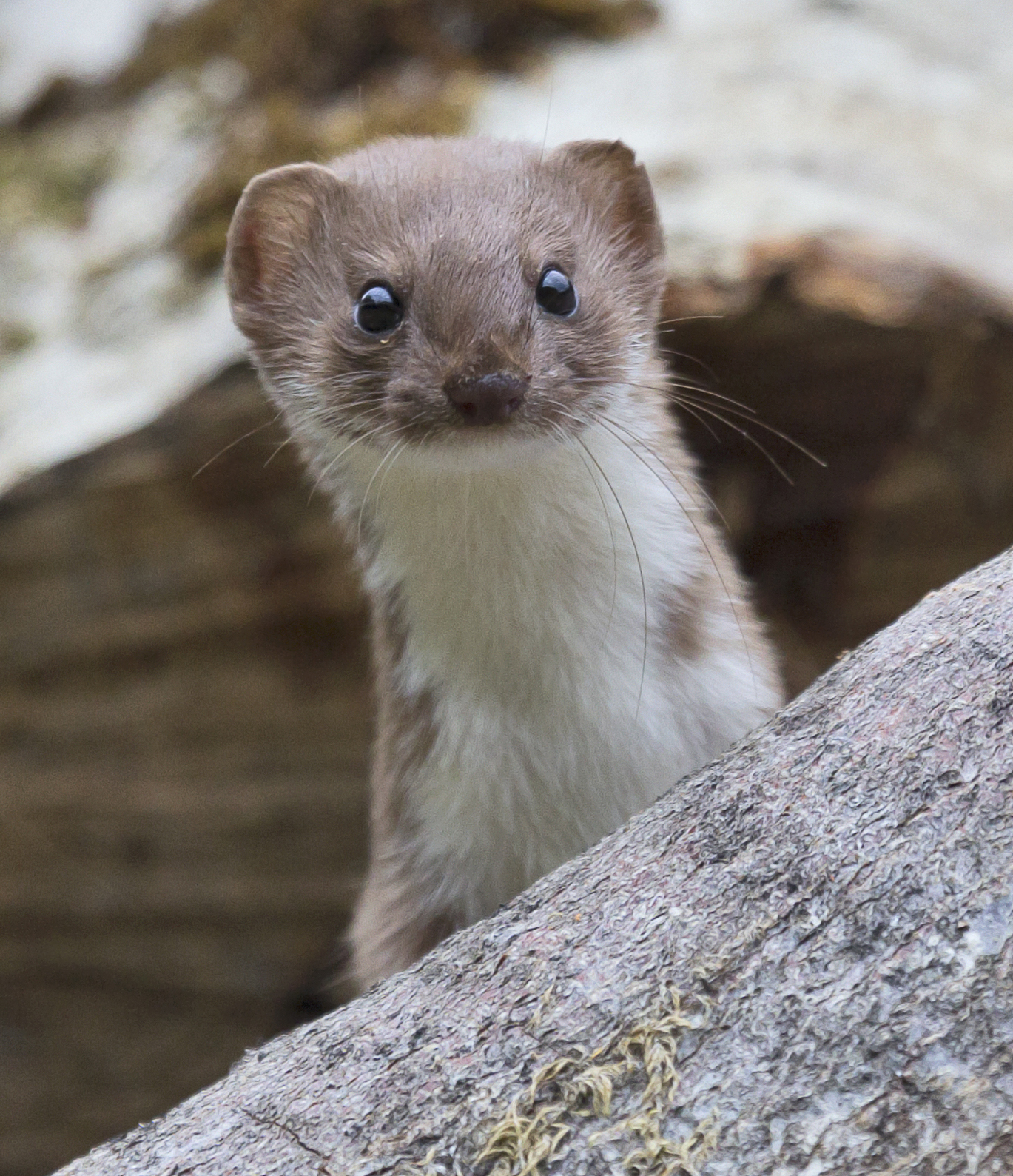
Ласка

На территории природного комплекса обитает 15 видов млекопитающих. Широко распространены крот обыкновенный, бурозубка обыкновенная, ёж обыкновенный. В высокотравной степи обитает заяц-русак. В овражно-балочной системе встречается сурок-байбак. В типчаково-разнотравных степях и в нераспаханных сухих лугах обитает тушканчик большой — земляной заяц, но его численность невелика. Повсеместно встречаются обыкновенная лисица и ласка. Степной хорь встречается на остепенённых участках, лугах, в кустарниковых зарослях в пойме Ардовати, крайне редок. Встречаются косули, предпочитающие смешанные леса с развитым подлеском, но иногда выходящие на открытые участки. Кабаны обитают в районе плотины, в зарослях рогоза широколистного и тростника. Иногда встречаются лоси, но в силу ограниченности на территории Акуловской степи подходящих угодий: посадок сосны обыкновенной и лесополос, крайне редки, наблюдаются единично раз в 10-20 лет.
Большой тушканчик внесён в Красную книгу Ульяновской области.

## Антропогенная нагрузка
Основными антропогенными воздействиями на территорию урочища являются: выпас скота, сенокошение. Весной бывают поджоги травостоя, из-за чего позднее при сильных дождях наблюдаются плоскостные смывы почвы. Несмотря на близость сельскохозяйственных полей, полевые сорняки редки и встречаются только на меловых отложениях. По мнению Благовещенского, это связано с изрежённостью травостоя в меловых сообществах, возникшей, в том числе, вследствие промышленной разработки мела, проводившейся в урочище до начала 1990-х годов. Помимо мелодобычи там действовал и небольшой завод по производству извести. Угрозу биотопам представляют также незаконная рубка леса, браконьерство, охота и создание прудов.